# Heterochroma viridis
Heterochroma viridis är en fjärilsart som beskrevs av H. Edwards 1884. Heterochroma viridis ingår i släktet Heterochroma och familjen nattflyn. Inga underarter finns listade i Catalogue of Life.